# Burton Gilliam

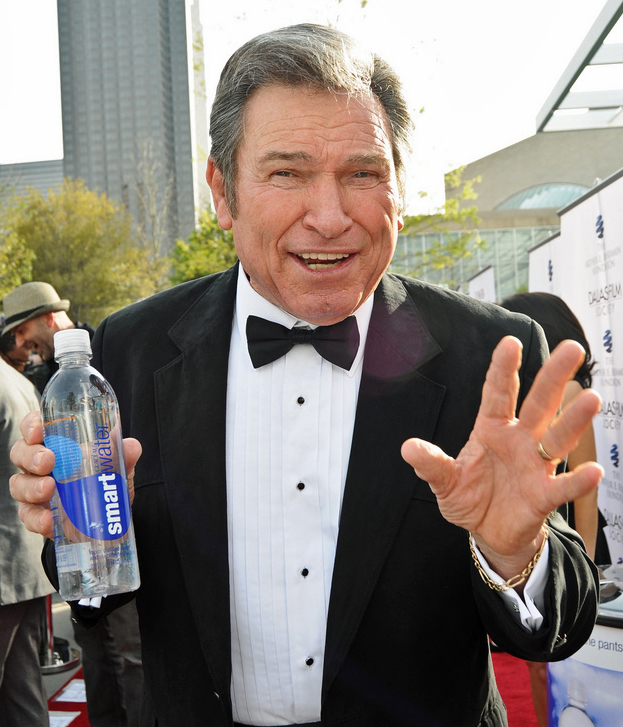
Burton Gilliam nel 2011

Burton Gilliam (Dallas, 9 agosto 1938) è un attore statunitense.

## Biografia
Prima di iniziare la carriera di attore, Gilliam è stato membro della Guardia Costiera degli Stati Uniti. Esordisce poi come attore in Paper Moon - Luna di carta di Peter Bogdanovich. In aggiunta alla sua carriera di attore cinematografico, ha partecipato a serie televisive come Alice, Charlie's Angels, A-Team, Hazzard e Evening Shade.

## Filmografia parziale

### Cinema
- Paper Moon - Luna di carta (Paper Moon), regia di Peter Bogdanovich (1973)
- Mezzogiorno e mezzo di fuoco (Blazing Saddles), regia di Mel Brooks (1974)
- Una calibro 20 per lo specialista (Thunderbolt and Lightfoot), regia di Michael Cimino (1974)
- Finalmente arrivò l'amore (At Long Last Love), regia di Peter Bogdanovich (1975)
- Marlowe, il poliziotto privato (Farewell, My Lovely), regia di Dick Richards (1975)
- Pazzo pazzo West! (Hearts of the West), regia di Howard Zieff (1975)
- Gator, regia di Burt Reynolds (1976)
- Un altro uomo, un'altra donna (Un autre homme, une autre chance), regia di Claude Lelouch (1977)
- Telefon, regia di Don Siegel (1977)
- Fletch - Un colpo da prima pagina (Fletch), regia di Michael Ritchie (1985)
- Ritorno al futuro - Parte III (Back to the Future Part III), regia di Robert Zemeckis (1990)
- Mi gioco la moglie... a Las Vegas (Honeymoon in Vegas), regia di Andrew Bergman (1992)
- Getaway, regia di Roger Donaldson (1994)
- Wild Bill, regia di Walter Hill (1995)

### Televisione
- Charlie's Angels – serie TV, episodio 2x05 (1977)
- Il ritorno del Maggiolino tutto matto (The Love Bug), regia di Peyton Reed – film TV (1997)

## Doppiatori italiani
Nelle versioni in italiano delle opere in cui ha recitato, Burton Gilliam è stato doppiato da:
- Piero Tiberi in Telefon, Charlie's Angels
- Manlio De Angelis in Ritorno al futuro - Parte III
- Sergio Matteucci ne Il ritorno del Maggiolino tutto matto